# Paco Camarasa Yáñez
Francisco Camarasa Yáñez, conocido como Paco Camarasa (Valencia, 19 de julio de 1950-Barcelona, 2 de abril de 2018), fue un librero, editor y activista cultural español, especializado en novela negra y policíaca.

## Biografía
Nacido en Valencia, se dedicó al mundo del libro como distribuidor. Posteriormente se trasladó a Barcelona, donde abrió y dirigió durante trece años (2002-2015) la librería Negra y Criminal, en la calle de la Sal del barrio de La Barceloneta, por entonces la única especializada en novela negra y policiaca de España, y que se convirtió en referencia del género.
Ejerció como comisario del festival internacional Barcelona Negra (BCNegra) hasta 2017 —cuando pasó el relevo al escritor Carlos Zanón—, un acontecimiento cultural y literario que comenzó en 2005 aprovechando que el Ayuntamiento de Barcelona celebraba el Año del Libro y quería dedicar diversos actos en memoria del escritor barcelonés Manuel Vázquez Montalbán. En 2008 se instauró el Premio Crims de Tinta, que se otorga anualmente a las novelas de género negro, policíaco o de intriga escritas originalmente en catalán.
Como autor publicó en 2016 el libro Sangre en los estantes, una recopilación alfabética de los grandes autores de novela negra y policiaca, donde sitúa el origen del género en 1841, cuando Edgar Allan Poe escribe el relato Los crímenes de la calle Morgue.
Por su trayectoria, en 2017 recibió la Medalla de Oro al Mérito Cultural de Barcelona de manos de la alcaldesa Ada Colau.

## Obra
- Camarasa, Paco (2016). Sangre en los estantes. Colección Áncora y Delfín, 1384. Barcelona: Editorial Destino. p. 464. ISBN 9788423351657. OCLC 995264638. [9]

## Premios y reconocimientos
- Medalla de Oro al mérito cultural de Barcelona (2017)[10]

- Premio Francisco González Ledesma (2017)[11]